# Edmund von Loë
Gerhard Edmund Anton Assverus Clemens August Freiherr von Loë (* 29. August 1749 in Düsseldorf; † 30. Mai 1813 auf Schloss Wissen) war ein rheinischer Adliger aus dem Adelsgeschlecht Loë und französischer Politiker.

## Familie
Von Loë war der Sohn des Reichsfreiherren Clemens Franz-Karl Christoph von Loë (* 7. Mai 1720) und dessen Ehefrau Maria Alexandrine Maximiliane geborene Gräfin Horrion  zu Colonister und Heel. Er war katholisch und heiratete Maria Adolphine Alexandrine Pauline Josepha Gräfin von Merveldt (getauft 25. Januar 1766 in Münster; † 21. Dezember 1812 auf Schloss Wissen). Gemeinsamer Sohn und Erbe wurde Friedrich von Loë.
Sein Onkel, Christoph von Loë war mit Anna Maria Theresa Freiin von Winkelhausen verheiratet. Mit dem Tod ihres Bruders Karl von Winkelhausen starb das Adelsgeschlecht Winkelhausen im Mannesstamm aus. Die beiden Familien vereinbarten eine Wappen- und Namensvereinigung beider Familien. Da auch Christoph von Loë ohne männlichen Nachkommen starb, wurde Edmund von Loë dessen Erbe.

## Leben
Von Loë war Amtmann im bergischen Amt Miselve. Er diente in der preußischen Armee und stieg bis zum Major auf. Im Ersten Koalitionskrieg floh er mit seiner Familie 1794 vor den französischen Revolutionstruppen, kehrte dann aber 1795 wieder zurück und arrangierte sich mit den neuen Machthabern. Er wurde im Dezember 1800 für den Stand der Höchstbesteuerten als Mitglied des Départementrates im Département de la Roer gewählt und hatte 1804 die Möglichkeit Napoleon persönlich zu treffen. Ihm gelang es, Napoleon von sich zu überzeugen und Napoleon ernannte ihn im September 1804 zum Mitglied des französischen Staatsrates. Im November 1804 zog die Familie daher nach Paris, wo von Loë am 2. Dezember 1804 Napoleons Kaiserkrönung beiwohnte. Am Folgetag wurde er in die Ehrenlegion aufgenommen. Zwischen 1804 und 1806 konnte er durch Käufe von säkularisiertem Kirchengut (insbesondere von Kloster Kamp) seinen Landbesitz deutlich erweitern. 1806 wurde er von Napoleon in den Sénat conservateur berufen. Von Loë erhielt am 15. Juni 1808 den Titel eines comte de l’Empire der Noblesse impériale in primogenitur. 1809 wurde er Präsident des Colège Èlectorale im Ruhrdepartement. 1810 wurde er krankheitsbedingt (er litt an Gicht) beurlaubt und kehrte nach Schloss Wissen zurück. Ende des Jahres nahm er die Arbeit wieder auf und erhielt den Auftrag, als Vertreter des Kaisers das neue Appellationsgericht Lüttich zu eröffnen. Er brach während der Zeremonie zusammen und wurde krank nach Paris verbracht, wo er vom Kaiser mit dem Großkreuz des Ordre imperial de la Reunion ausgezeichnet wurde. Bereits vorher hatte er den Koninglijke Orde van de Unie erhalten.